# 2415 Ganesa
2415 Ganesa је астероид главног астероидног појаса са средњом удаљеношћу од Сунца која износи 2,659 астрономских јединица (АЈ).
Апсолутна магнитуда астероида је 12,0.